# Пергам (Тенеси)
Пергам (енгл. Pegram) град је у америчкој савезној држави Тенеси.

## Демографија
По попису из 2010. године број становника је 2.093, што је 53 (-2,5%) становника мање него 2000. године.
| Група             | 2000.         | 2010.         |
| Белци             | 2.023 (94,3%) | 1.983 (94,7%) |
| Афроамериканци    | 80 (3,7%)     | 51 (2,4%)     |
| Азијати           | 3 (0,1%)      | 3 (0,1%)      |
| Хиспаноамериканци | 30 (1,4%)     | 29 (1,4%)     |
| Укупно            | 2.146         | 2.093         |